# Adam Kwiatkowski (polityk)
Adam Mariusz Kwiatkowski (ur. 7 grudnia 1972 w Warszawie) – polski samorządowiec, urzędnik państwowy, dyplomata i polityk. Poseł na Sejm VII kadencji, w latach 2015–2022 sekretarz stanu w Kancelarii Prezydenta RP, w latach 2015–2017 szef Gabinetu Prezydenta RP, od 2022 ambasador przy Stolicy Apostolskiej.

## Życiorys
Ukończył studia na Wydziale Zarządzania Uniwersytetu Warszawskiego. Od 1994 do 1998 wykonywał mandat radnego Pragi-Południe z rekomendacji Forum Mieszkańców Pragi-Południe, następnie do 2002 był radnym gminy Warszawa-Centrum z listy Unii Wolności, a w latach 2002–2006 radnym dzielnicowym z ramienia Prawa i Sprawiedliwości. W 2006 został radnym Rady m.st. Warszawy, w której stał na czele Komisji Ochrony Środowiska. W wyborach w 2010 uzyskał reelekcję na kolejną kadencję.
Sprawował funkcje dyrektora Departamentu Strategii, Rozwoju Regionalnego i Funduszy Strukturalnych w Urzędzie Marszałkowskim Województwa Mazowieckiego (2003) oraz wiceprezesa Wojewódzkiego Funduszu Ochrony Środowiska i Gospodarki Wodnej w Warszawie (2004–2006). Następnie był doradcą premiera Jarosława Kaczyńskiego ds. funduszy europejskich (2006–2007) oraz pracownikiem Kancelarii Prezydenta RP odpowiedzialnym za przygotowanie wizyt krajowych. W 2010 znalazł się wśród założycieli Ruchu Społecznego im. Prezydenta RP Lecha Kaczyńskiego, wszedł w skład jego władz. Wystąpił w filmie dokumentalnym o katastrofie smoleńskiej pt. Mgła.
W wyborach w 2011 uzyskał mandat poselski do Sejmu VII kadencji z okręgu stołecznego, startując z 40. (ostatniej) pozycji na liście Prawa i Sprawiedliwości. Z ogólnej liczby 6284 zdobytych głosów, 3428 uzyskał w obwodach zagranicznych. 7 sierpnia 2015 prezydent Andrzej Duda powołał go na sekretarza stanu w Prezydenta RP oraz na szefa Gabinetu Prezydenta RP, w związku z czym doszło do wygaśnięcia jego mandatu poselskiego. 4 kwietnia 2017 został odwołany z drugiego z tych stanowisk (zastąpił go Krzysztof Szczerski).
11 kwietnia 2022 został mianowany ambasadorem przy Stolicy Apostolskiej, akredytowanym jednocześnie przy Zakonie Maltańskim. 30 czerwca 2022 został odwołany ze stanowiska sekretarza stanu w KPRP i jednocześnie od następnego dnia mianowany doradcą społecznym prezydenta. Stanowisko ambasadora objął w tym samym roku. W sierpniu 2025 zakończył pełnienie funkcji doradcy prezydenta.

## Życie prywatne
Żonaty, ojciec trójki dzieci. Deklaruje znajomość języków angielskiego, włoskiego i rosyjskiego.

## Odznaczenia i wyróżnienia
- Krzyż Oficerski Orderu Odrodzenia Polski – 2022[17][12]
- Wielki Krzyż Komandorski Orderu „Za zasługi dla Litwy” – Litwa, 2019[18]
- Wielki Komandor Orderu Makariosa III(inne języki) – Cypr[16]
- Order Tomáša Garrigue Masaryka III klasy – Czechy[16]
- Wielki Oficer Orderu Leopolda – Belgia[16]
- Kawaler Krzyża Wielkiego Orderu Piusa IX – Stolica Apostolska, 2025[19]
- Medal „Za Zasługi dla Polaków w Kazachstanie”, przyznany przez Centrum Kultury Polskiej „Więź” w Ałmaty – 2018[20]